# You Make It Feel Like Christmas
You Make It Feel Like Christmas (с англ. — «Ты создаешь ощущение Рождества») — четвёртый студийный альбом американской певицы и автора Гвен Стефани, вышедший 6 октября 2017 года на лейбле Interscope Records. Диск стал первым в карьере рождественским альбомом певицы.

## Информация об альбоме
В июле 2017 года Гвен Стефани заявила, что её новая работа выйдет уже к концу года. В течение месяца несколько названий песен были опубликованы на сайте музыкальной организации GEMA, также произошла утечка части записей в интернет; исходя из этой информации в прессе предположили, что певица записывает рождественский альбом. При записи диска певица сотрудничала с продюсером busbee, кантри-исполнителем Блейком Шелтоном и автором песен Джастином Трентером.
Первым синглом с альбома стал дуэт с Блейком Шелтоном «You Make It Feel Like Christmas»; он был издан 22 сентября 2017 года.

## Список композиций
| №                   | Название                                                    | Автор(ы)                             | Продюсер(ы)           | Длительность |
| ------------------- | ----------------------------------------------------------- | ------------------------------------ | --------------------- | ------------ |
| 1.                  | «Jingle Bells»                                              | James Lord Pierpont                  |                       | 2:58         |
| 2.                  | «Let It Snow»                                               | Sammy Cahn Jule Styne                |                       | 2:15         |
| 3.                  | «My Gift Is You»                                            | Gwen Stefani Justin Tranter busbee   |                       | 2:51         |
| 4.                  | «Silent Night»                                              | Joseph Mohr Franz Xaver Gruber       |                       | 3:15         |
| 5.                  | «When I Was a Little Girl»                                  | Stefani Tranter busbee               |                       | 3:29         |
| 6.                  | «Last Christmas»                                            | George Michael                       |                       | 4:39         |
| 7.                  | «You Make It Feel Like Christmas» (featuring Blake Shelton) | Stefani Tranter Blake Shelton busbee | busbee Eric Valentine | 2:37         |
| 8.                  | «Under the Christmas Lights»                                | Stefani Tranter busbee               |                       | 2:50         |
| 9.                  | «Santa Baby»                                                |                                      |                       | 2:54         |
| 10.                 | «White Christmas»                                           | Irving Berlin                        |                       | 3:08         |
| 11.                 | «Never Kissed Anyone with Blue Eyes Before You»             | Stefani Tranter busbee               |                       | 3:03         |
| 12.                 | «Christmas Eve»                                             | Stefani Tranter busbee               |                       | 3:19         |
| Общая длительность: | Общая длительность:                                         | Общая длительность:                  | Общая длительность:   | 37:18        |

| №                   | Название                                | Автор(ы)                             | Длительность |
| ------------------- | --------------------------------------- | ------------------------------------ | ------------ |
| 13.                 | «Santa Claus Is Coming to Town»         | John Frederick Coots Haven Gillespie | 2:56         |
| 14.                 | «Cheer For The Elves»                   | Stefani Tranter Busbee               | 3:06         |
| 15.                 | «Secret Santa»                          | Stefani Tranter Busbee               | 3:26         |
| 16.                 | «Winter Wonderland»                     | Felix Bernard Richard B. Smith       | 2:38         |
| 17.                 | «Feliz Navidad» (featuring Mon Laferte) | José Feliciano                       | 2:42         |
| Общая длительность: | Общая длительность:                     | Общая длительность:                  | 52:08        |

## Позиции в чартах
| Чарт (2017)                        | Наивысшая позиция |
| ---------------------------------- | ----------------- |
| Канада (Canadian Albums Chart)     | 82                |
| Чехия (ČNS IFPI)                   | 95                |
| США (Billboard 200)                | 23                |
| США (Billboard Top Holiday Albums) | 1                 |

## Хронология издания
| Страна | Дата           | Формат                          | Лейбл      | Ссылка        |
| ------ | -------------- | ------------------------------- | ---------- | ------------- |
| США    | 6 октября 2017 | CD, цифровая дистрибуция, винил | Interscope | [ 14 ] [ 15 ] |